# Regiune
Termenul regiune poate fi folosit în legătură cu:
- în geometrie, orice parte sau zonă a unui volum sau a unei suprafețe. Exemplu: regiunea mai plată a unui elipsoid.
- zona geografică a unui teren cu anumite caracteristici și cu o suprafață considerabilă dar nedefinită exact; zona unei mări sau a unui ocean.
- Într-un sens mai larg, regiunea poate fi și un termen nelegat de un loc precis, ci văzut ca o entitate pentru scopuri practice geografice, sociale, istorice sau culturale. Exemple: regiunea ecuatorială; regiunea sau Zona euro; regiunea istorică Crișana.
- o diviziune sau subdiviziune teritorial-administrativă, cu granițe bine definite, a unui oraș, teritoriu, provincie, district sau țară.
- o parte a corpului uman, de ex. regiunea abdominală.

Regiunea este o structură conceptuală și de aceea înțelesul ei poate varia de la o cultură la alta și între membrii diferitelor comunități.

## Regiunea ca zonă geografică
O regiune poate fi definită ca o zonă geografică locuită de un popor, care se remarcă prin caracteristici istorice, politice sau culturale deosebite de cele ale zonelor învecinate. 
Regiunile geografice pot fi înâlnite în interiorul unei țări sau pot fi și o zonă transnațională, ca de exemplu regiunea Orientul Mijlociu.

## Regiunea ca termen teritorial-administrativ
Cuvântul „regiune” este de origine latină (regio). Mai multe țări au împrumutat acest termen pentru a defini diferitele subdiviziuni administrative.
- Chile (región)
- Congo (région)
- Côte d'Ivoire (région)
- Franța (région)
- Ungaria (régió)
- Italia (regione)
- Mali (région)
- Filipine (region)
- Senegal (région)

Provincia canadiană Québec folosește de asemenea împărțirea în „regiuni administrative” (région administrative).
După instaurarea regimului comunist și până la reforma administrativă din 1968, România a fost împărțită în regiuni și raioane. 
Numele subdiviziunilor administrative din unele state sunt traduse prin regiune:
- Bulgaria, care folosește област (oblast ≈ regiune)
- Germania, care folosește Regierungsbezirk
- Rusia, care folosește область (oblastie)
- Slovacia (kraj ≈ regiune sau țară)
- Ucraina, care folosește область (oblast)
- China are cinci „regiuni autonome” și două „regiuni administrative speciale”.